# 越前町立越前中学校
越前町立越前中学校（えちぜんちょうりつ えちぜんちゅうがっこう）は、福井県丹生郡越前町大樟にある町立中学校。

## 沿革
- 1973年（昭和48年）
  - 4月 - 四ヶ浦中学校と城崎中学校を統合し、越前中学校として発足。四ヶ浦教場と城崎教場に分かれて授業開始。
  - 11月 - 新校舎完成。
- 1974年（昭和49年）- スクールバス通学開始。
- 1981年（昭和56年）- 水泳プール完成。
- 1990年（平成2年）- パソコン導入。
- 1991年（平成3年）- 生徒手帳を廃止し、カード式身分証明書に変更。
- 1993年（平成5年）- パソコンルームを新設（20台導入）。
- 2000年（平成12年）- パソコン室に教育用コンピュータ40台設置。
- 2005年（平成17年）2月1日 - 町村合併により校名を越前町立越前中学校に変更。
- 2010年（平成22年）- 構内LAN工事完了。各棟（普通教室棟、特別教室棟、体育館、生徒玄関、トイレ）の耐震補強工事完了。

## 教育方針
- 校訓 自立・克己・誠実

## 校歌
- 山本和夫作詞／石桁真礼生作曲

## 進学前小学校
- 越前町立四ヶ浦小学校
- 越前町立城崎小学校

## 学区の主な施設
- 越前がにミュージアム

## 交通
- 福鉄バス かれい崎行 道口バス停より徒歩 800m